# Canzone
Vous lisez un « article de qualité » labellisé en 2018.

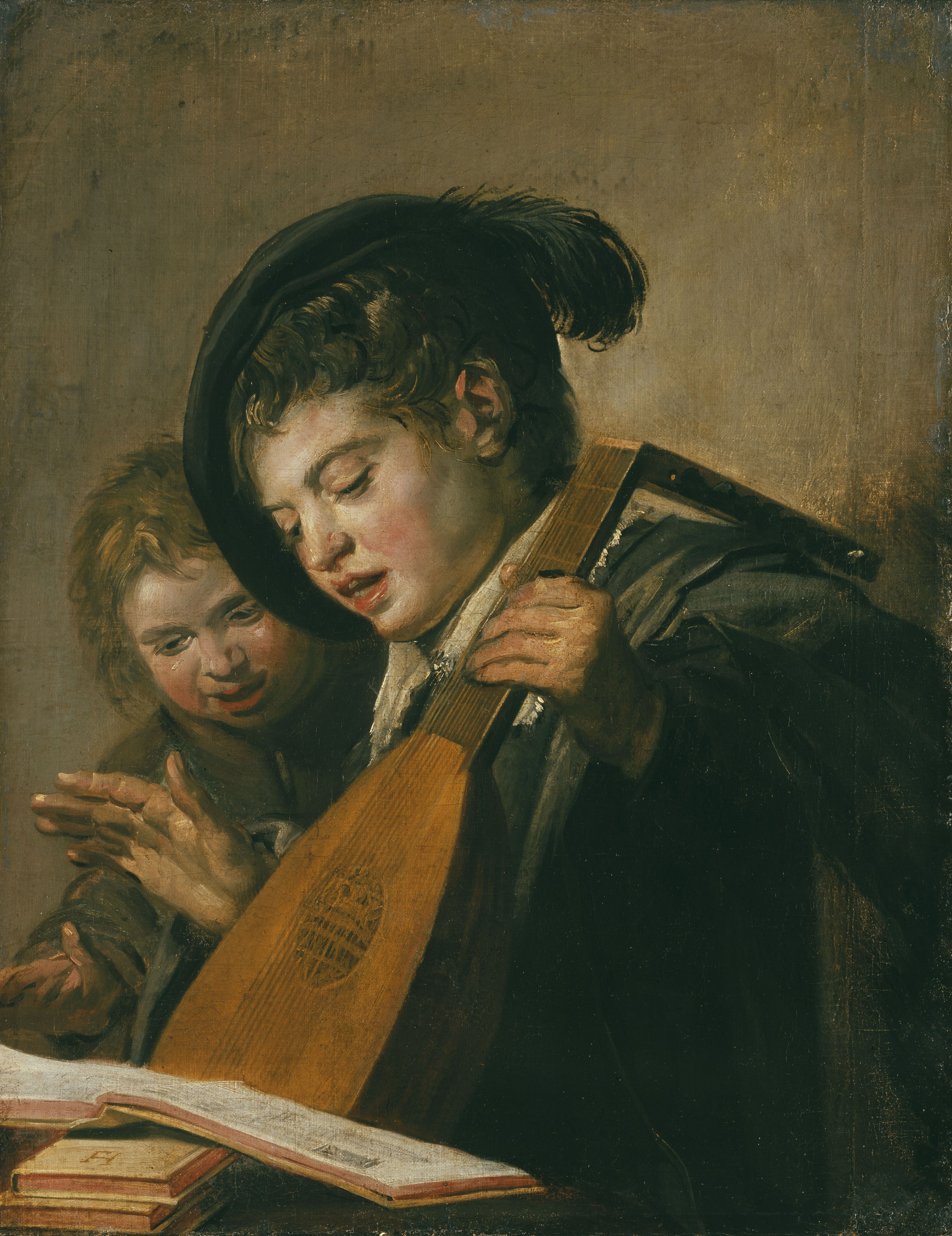
Deux Garçons jouant et chantant, v. 1625, huile sur toile de Frans Hals, Château Wilhelmshöhe, Cassel).

Une canzone ou canzona (littéralement en italien « chanson » ; pl. canzone ou canzoni) est une composition musicale polyphonique de structure strophique qui s'est diversifiée selon deux genres (vocal, puis instrumental à partir du XVIe siècle) et diverses formes suivant l'époque. L'apogée du genre instrumental se situe en Italie entre le XVIe et le milieu du XVIIe siècle. Le terme peut s'appliquer à des contenus très différents, pas nécessairement à une pièce vocale, mais ayant toujours un caractère mélodique, qui rappelle l'art vocal.
Les musiciens qui se sont illustrés dans la canzone instrumentale des XVIe et XVIIe siècles sont Vincenzo Capirola et Francesco da Milano au luth, Claudio Merulo, Giovanni Maria Trabaci et Andrea Gabrieli à l'orgue, Giovanni de Macque, Girolamo Frescobaldi, Johann Jakob Froberger et Matthias Weckmann à l'orgue ou au clavecin et Giovanni Gabrieli pour ensemble d'instruments aux dimensions majestueuses.
Comme le ricercare, la fantaisie, la toccata, le capriccio et le prélude, la canzone participe au développement d'une écriture instrumentale idiomatique et autonome. Elle est partiellement à l'origine d'autres formes instrumentales, comme la sonate baroque (canzon da sonar). En raison des entrées décalées des voix en imitation, elle devient synonyme de fugue au XVIIe siècle.

## Canzone vocale italienne
La canzona vocale est pratiquée en Italie du XIIIe siècle jusqu'au XVIIe siècle.

### Canzonapoétique

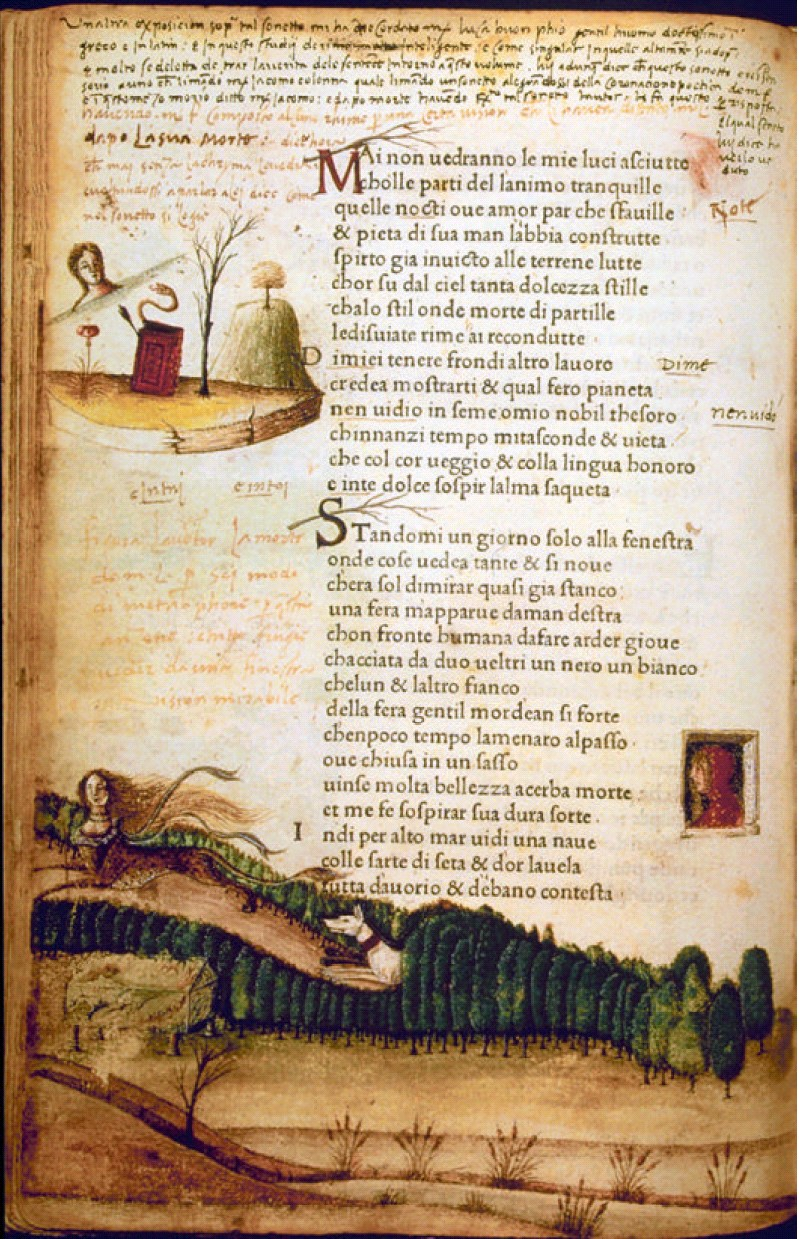
Le Canzoniere de Pétrarque dans une édition de 1470, illustrée et commentée par Antonio Grifo, montrant la Canzone 323, Standomi un giorno... (96v). Pétrarque est représenté à sa fenêtre ainsi qu'une des six visions.

La canzone tire son origine, en tant que forme poético-musicale, de la canso provençale, genre noble et intimiste, le plus utilisé des troubadours. Pratiquées en Italie à partir du XIIIe siècle, toutes les canzones poétiques n'étaient pas destinées au chant, contrairement aux « cansos » provençales. La poésie est seulement accompagnée de musique « comme élément décoratif » ; le terme, à l'époque et jusqu'au XVe siècle, étant générique sur le plan musical. 
La canzone italienne se compose de 5 à 7 strophes (stanza), les vers étant généralement une combinaison de sept et onze syllabes, avec la même disposition des rimes. Le plus souvent, il y a un envoi (congedo). Dante en explique la structure tout au long du chapitre II de son De vulgari eloquentia (1304), prévoyant une mélodie différente pour chaque vers (oda continua), ou bien une mélodie sans répétition, ou bien deux sections dont l'une est répétée ; mais il ne reste aucune trace de ces monodies et l'« on ne sait guère quel était le lien entre poésie et musique ».
Ultérieurement la canzone littéraire connaît d'autres réalisations polyphoniques, dont on retrouve trace chez Dufay, avec une version en langue vulgaire de Vergine Bella tirée de la première strophe de la canzona 366 de Pétrarque — la dernière du Canzoniere (recueil de chansons) — canzone alla Vergine (décennie 1420) et, du même poète, dans des recueils de frottoles de Trombocino. Au siècle suivant, ce sont Cyprien de Rore, Claudio Merulo et Palestrina qui s'illustrent dans ce genre, avec une large prédilection pour Pétrarque.

### Canzon da cantar
Le terme canzone (canzon da cantar) en vient à désigner, dans les éditions, n'importe quelle composition profane, par rapport au motet, destiné au répertoire d'église, et également bien distinct des genres populaires comme la frottole, le soneto, le strambotto (poésie campagnarde), mais une sorte de poème lyrique ressemblant au madrigal naissant, à une époque où ce dernier genre n'est pas encore fixé par rapport à l'ancien style de la frottola. L'écriture est plutôt verticale, pour faciliter la compréhension du texte et la prédominance de la voix supérieure ainsi que l'abondance de mouvements parallèles, notamment en quintes (proscrits dans l'écriture rigoureuse) suggère la conception pour une voix soliste avec un instrument à cordes.
Ce genre populaire naît à Naples, officiellement en 1537, avec l'édition des premières transcriptions d'un art à la transmission orale, les canzone villanesca alla napolitana publiées par Johannes de Colonia. Les œuvres, généralement à trois voix, dans un premier temps, sont composées sur des textes en dialecte empruntant la forme poétique du strambotto, à une époque où le toscan s'impose comme langue nationale et le madrigal devient la forme prédominante de la musique profane. Puis le genre populaire se propage dans l'Italie du nord à partir des années 1570, en abandonnant le dialecte, et se désigne généralement par le terme de Villanelle ou villota (après 1565), dont on trouve l'exemple dans les Second Libro de Villanelle, Moresche ed Altri Canzoni… (1581) de Roland de Lassus — qui a passé une grande partie de sa jeunesse à Naples — et dont le recueil contient la célèbre Matona mia cara à quatre voix.

Le genre connaît son âge d'or au milieu du XVIe siècle, mais il est cultivé jusqu'au début du XVIIe siècle, avec des changements des schémas poétiques et l'abandon du caractère populaire, au profit d'une poésie amoureuse édulcorée de poètes de circonstance. 
À partir de 1530, lorsque le madrigal se répand dans toute l'Italie, l'évolution linguistique se confirme en partageant madrigal (sérieux) et canzone. La canzone, plus restrictive, désigne des musiques plus légères, aux tendances rustiques ou burlesques, comme le sont les Canzoni villanesche (1544) d'Adrien Willaert ou de Francesco Corteccia. Malgré tout, dans les dernières décennies du XVIe siècle, un genre madrigalesque léger, introduisant la gaieté et l'enjouement apparaît, avec G. Ferretti, Adriano Banchieri et Giovanni Gastoldi et aussi dénommé canzonetta chez Orazio Vecchi (six livres, à 3, 4 et 6 voix, publiés entre 1580 et 1597), puis au XVIIe siècle, avec Bartolomeo Barbarino et Enrico Radesca,.

## Canzone instrumentale
La canzone ou canzona est aussi une composition instrumentale des XVIe et XVIIe siècles et le genre instrumental le plus important de la fin du XVIe siècle, qui connaît un succès considérable en Italie avec pas moins de 55 publications de Canzone alla francese entre 1572 et 1628. Elle trouve son origine dans la transcription des chansons polyphoniques françaises (à quatre voix en général), « canzone francese » (canzone da sonare ou canzona alla francese ou simplement canzona) — qu'on pourrait traduire comme œuvre « à la façon » ou « à la mode » de France. La forme est voisine de la structure formelle du ricercare (qui lui, emprunte au motet latin), mais son caractère est plus libre, enjoué, d'une grande vitalité ou « plus profane » et moins contrapuntique.
La canzone adopte la découpe simple et franche de son modèle vocal, en alternance des styles syllabique et mélismatique, écriture en imitation et en accords, avec une structure tripartite : exposition, développement avec modulation, et retour du thème dans la tonalité d'origine. Son rythme est « spirituoso », allant, « les idées jaillissantes » (Guy Sacre) et sa forme suffisamment complexe pour intéresser sans l'appoint les paroles. Le terme canzone francese per sonare apparaît en 1579,.
Après 1560, la « canzona francese » se développe rapidement, pouvant emprunter une œuvre vocale, mais peut aussi bien ne traiter qu'une phrase de celle-ci (paraphrase libre), ou devenir une composition plus abstraite et autonome en s'inspirant de l'esprit. C'est cette branche qui influence et mène à l'éclosion d'une forme instrumentale à l'importance considérable dans l'histoire de la musique : celle de la sonate baroque, genre un peu plus solennel, conduisant notamment à la sonata da chiesa de Corelli. C'est la définition qu'en fait Michael Prætorius en 1619 : 
| « Daß die Sonaten gar gravitetisch und prächtig uff Motetten Art gesetzt seynd, Die Canzonen aber mit vielen schwartzen Notten frisch, frölich unnd geschwinde hindurch passiren. » |  |  | « Les sonates sont pleines de gravité et de grandeur, analogues en cela au motet. Les canzoni, au contraire, faites de beaucoup de notes brèves, vont et viennent, toujours allègres, vives et rapides. » |
Il faut ajouter que la sonate se distingue néanmoins, surtout par un souci d'expression et de virtuosité instrumentale. Nombre de recueils accolent ou substituent à canzone, le terme sonate (Uccelini, Sonate over canzoni da farci a violino solo, 1649). Exemples très parlants : dans le recueil de Stefano Bernardi en 1613, les six Canzoni per sona du titre, deviennent sonate dans la table des matières et dans son recueil de 1621, Sonate a tre affirmée par la page de titre, se transforme en canzoni dans la table... Vers 1650, le terme sonate, se substitue quasiment à celui de canzone.
Carlo Gesualdo intitule « Canzone francese del Principe di Venosa » l'une de ses rares compositions non vocales. 

### Canzon da sonare

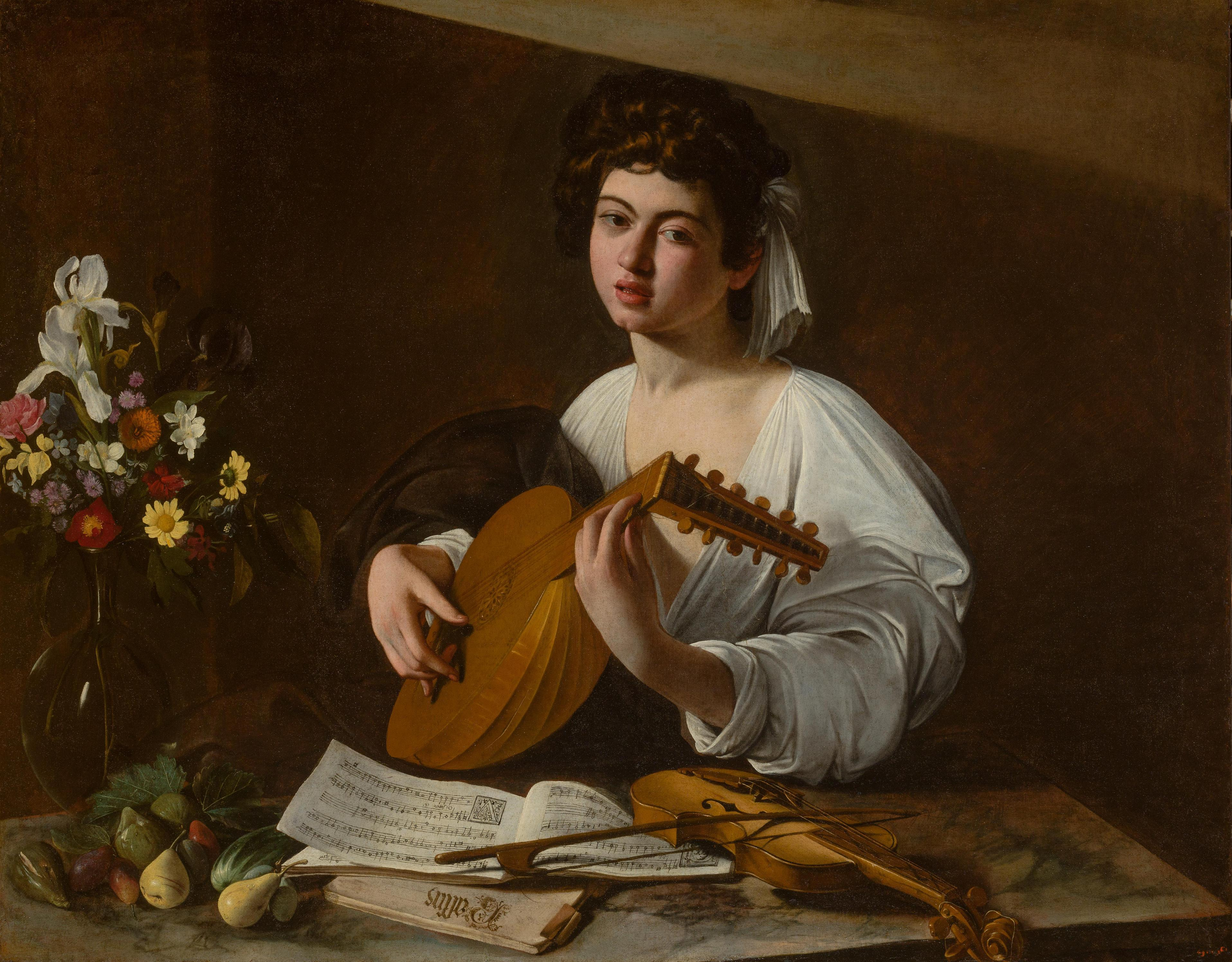
Le Joueur de luth, par Le Caravage, 1595 (Musée de l'Ermitage, Saint-Pétersbourg).

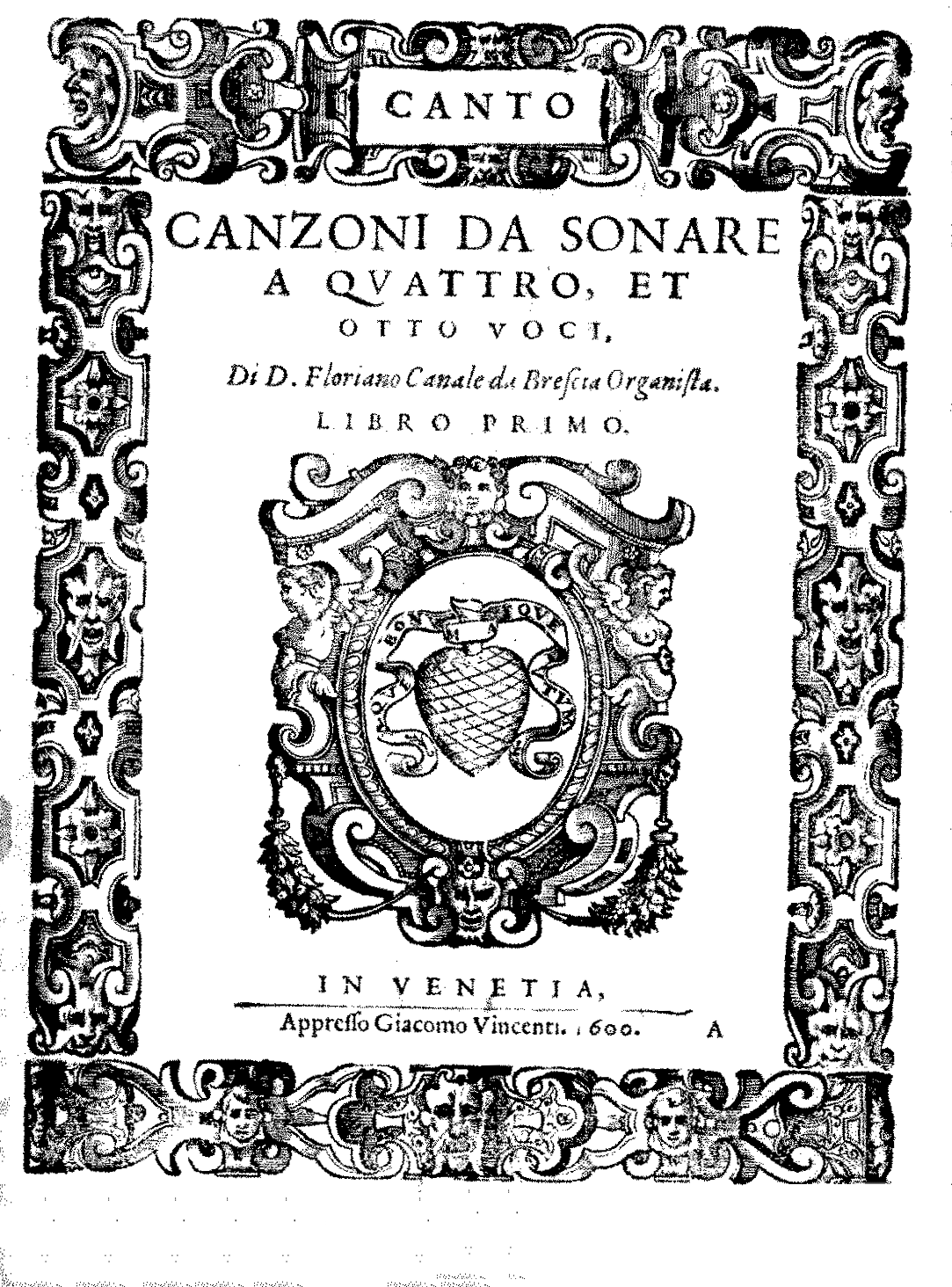
Page de titre des Canzoni da sonare de Floriano Canale. Publiées chez Giacomo Vincenti à Venise vers 1600.

Les pièces à l'origine de la canzon da sonare ou per sonar (littéralement, « chant à jouer » — par opposition à la canzon da cantar) sont empruntées tout d'abord aux Flamands, Ockeghem, Ghiselin, Brumel et Josquin, dont les premières transcriptions remontent aux années 1520–1530 ; puis à la chanson parisienne : Claudin de Sermisy (Las ! Je me plains, Le content est riche, Tu disois que j'en mourrois, Pourtant si je suis brunette…), Guillaume Costeley et particulièrement à Clément Janequin (la Battaglia francese et la Canzone degli uccelli…) et d'autres compositeurs français, comme Girolamo Cavazzoni (Intavolatura cioe recercari canzoni himni magnificati, 1543) le fait avec une Canzon sopra Il est bel et bon empruntée à Pierre Passereau (la chanson est si célèbre qu'elle est chantée dans les rues de Venise, selon Andrea Calmo). Traité de manière similaire, Faulte d'argent est, chez Cavazzoni, beaucoup plus qu'une simple transcription, mais un remaniement complet : seule une mesure est identique à l'original. 
La première étape de la constitution du genre des canzones instrumentales est d'abord sous forme de simples transcriptions du modèle vocal pour un instrument polyphonique. Chaque compositeur tenant compte des caractéristiques spécifiques de chaque instrument.
Le premier témoignage qui nous reste est celui des Intabolatura de lauto. Libro I e II (1507) de Francesco Spinacino, suivi de Vincenzo Capirola et surtout de Francesco da Milano à partir de 1536, qui s'est particulièrement illustré dans le domaine de la canzone pour le luth, où « la transcription se colore de passages typiquement instrumentaux » sur toute la ligne mélodique et non seulement sur les cadences comme ses prédécesseurs.
Viennent ensuite les instruments à clavier (orgue, clavecin...), avec des compositeurs tels que Claudio Merulo « le plus grand organiste italien du XVIe siècle », qui consacre trois recueils exclusivement au genre : Canzoni d'intavolatura d'organo... fatte alla francese : 1592, 1606 et 1611, avec l'apparition de quelques titres descriptifs : la Pazza (« la Folle »), la Graziosa, la Pargoletta (« la Petite »)… ou des noms aristocratiques. « Il brode avec une étonnante richesse ornementale sur Suzanne un jour […] joignant souvent à la canzone proprement dite un ricercar construit sur le même thème ». Seules cinq de ses vingt-trois canzoni sont des transcriptions de chansons françaises.
Florentio Maschera (vers 1540–1584), peut-être élève de Merulo, fixe le genre avec des publications autour de 1582. Elles sont constituées d'un recueil de vingt-et-une pièces à quatre parties, de forme libre pour clavier mais sûrement jouées en consort (Maschera a la réputation d'un jeu inimitable à la viole de gambe) : Libro primo de canzoni da sonar. Mais il existe des transcriptions pour luth effectuées dès 1574, qui en indiquent la composition bien antérieure à l'édition. Ensuite l'œuvre est republiée cinq fois jusqu'en 1621 et Maschera publie un autre recueil : 10 canzoni francesi per cembalo o organo (1617). Les entrées des voix sont en imitation et ont le modèle rythmique obstiné du dactyle, :    ; chaque section est clairement définie. C'est aussi Maschera qui baptise pour la première fois les pièces (comme dans les recueils de son maître publiés après) : La Capriola, du nom d'une famille de Brescia ; décrivant le caractère de l'œuvre, La Grave ; ou un procédé de composition, La Cromatica.

Chez Andrea Gabrieli, nombre de « Ricercari » pour clavier (Canzoni alla frencese e ricercari ariosi, 1605) ou pour ensemble jusqu'à huit parties (1587 et 1589), sont en fait des canzone, chez d'autres compositeurs plus tard, la forme canzone pour ensemble instrumental porte le nom de sinfonia ou sonata. Dans le livre de 1605, il confronte les deux formes par trois fois : avec canzone detta Martin menoit (Janequin), et ricercare di Andrea Gabrieli sopra Martin Benoit ; ainsi qu'avec Orsus au coup et Pour ung plaisir d'après Créquillon.

### Canzone d'ensemble

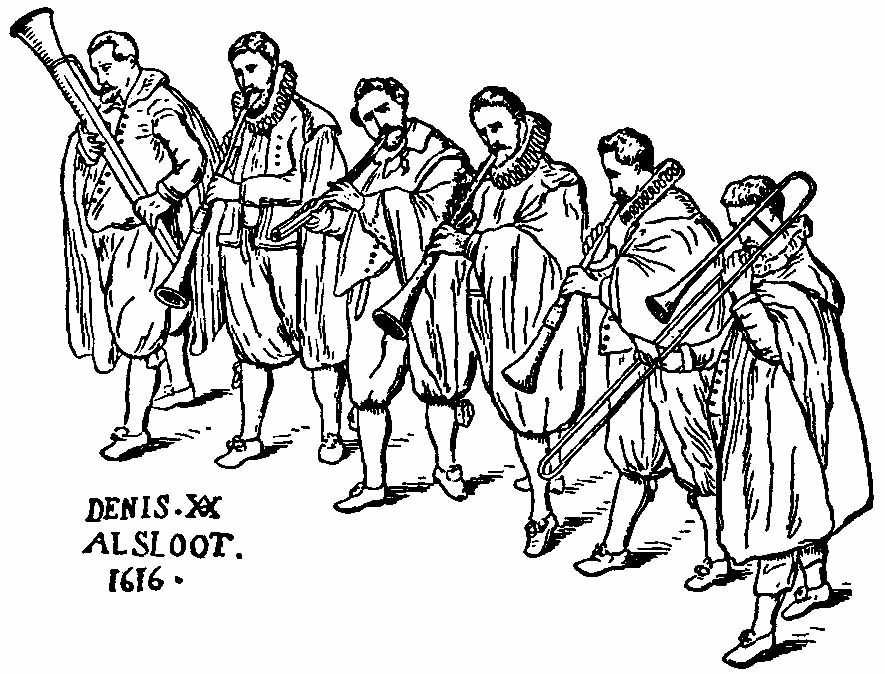
Six musiciens du début du XVIIe siècle, jouant la douçaine, les chalemies, le cornet à bouquin et la sacqueboute. D'après un détail de la toile d'une procession de Notre Dame de Sablon (Bruxelles), par Denis van Alsloot, 1616 (Musée du Prado).

La canzone pour de petits groupes d'instruments commence avec le vénitien Giovanni Gabrieli (qui publie trois recueils en 1597, 1608 et 1615). Chez lui, le nombre d'instruments augmente jusqu'à 15 voix et sont parmi ses meilleures œuvres, surpassant n'importe quelle autre composition de l’époque, lui donnant des dimensions majestueuses et l'animant de virtuosité. Elles constituent avec la publication des Sacræ symphoniæ (1597) et Canzoni e sonate (1615, deux ans après la mort du musicien), la préhistoire des développements de la musique instrumentale et formellement, l'ébauche, d'une part du concerto grosso ou par d'autres procédés, du concerto avec soliste et finalement, surtout de la sonate baroque — terme qui n'est que l'abréviation de canzone da sonare,. Pour la première fois, dans le recueil de 1597, l'instrumentation est indiquée avec précision.

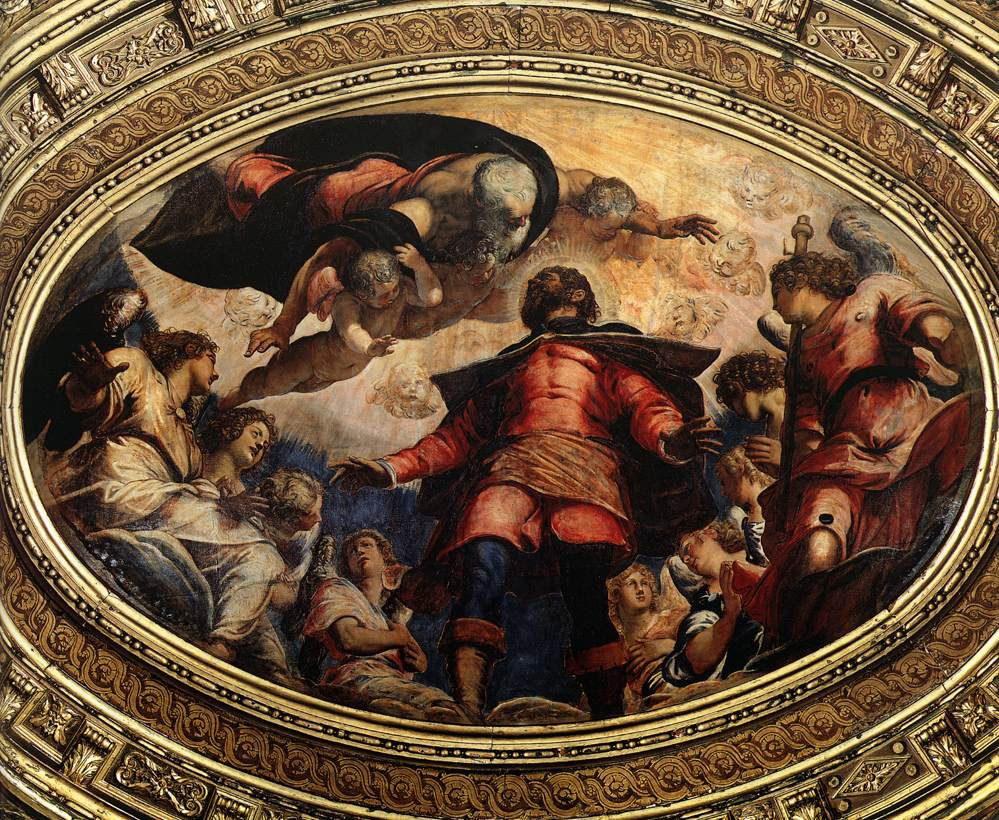
Le Tintoret, L’Apothéose de saint-Roch au plafond de la Scuola Grande de San Rocco, Venise.

L'écriture des canzone est souvent en imitation, avec des sections contrastées (binaires et ternaires, lents et rapides, tutti et solo). Adaptant le procédé de chœurs multiples, les instruments sont souvent répartis en deux groupes, ou plus — cori spezzati (« chœurs scindés, dispersés »), vocaux et instrumentaux disposés dans des endroits différents — qui se répondent entre eux et occupent l'espace, avec des tendances concertantes avec le dialogo (cornet et sacqueboute, ancêtre du trombone), le in eco et des passages homophones. Chez Gabrielli, les lignes mélodiques (notamment celles des cornetti) peuvent être ornées en diminution. L'origine vocale est très difficile à déterminer et certaines, comme La Spiritata, « sont d'une vivacité remarquable et d'une réelle élégance ». Cette richesse et cette variété encore inouïes, ces coloris, suscitent l'admiration de son élève Heinrich Schütz et se retrouve dans ses propres Cantiones Sacræ (d'ailleurs dédiées à son maître : « Mais Gabrieli, ô dieux immortels, quel homme exceptionnel »). Les voyageurs étrangers aussi rapportent leur admiration, dont un Anglais, Thomas Coryate, qui assiste à un concert vocal et instrumental à la Scuola di San Rocco en août 1608, où Gabrieli est organiste : 
| « […] so good, so delectable, so rare, so admirable, so superexcellent, that it did even ravish and stupifie all those strangers that never heard the like. But how others were affected with it I know not ; for mine owne part I can say this, that I was for the time even rapt up with Saint Paul into the third heaven. — Thomas Coryate, Coryats Crudities, 1611. » |  |  | « [Cette musique était] si belle, si délectable, si rare, si admirable, si excellente qu’elle ravissait et stupéfiait même tous les étrangers qui n’en avaient jamais entendue de pareille. Comment les autres en furent affectés, je n’en sais rien ; mais pour ma part, je puis dire cela : pendant l’exécution j’étais transporté avec Saint Paul au troisième ciel. » |
Mais hors des cérémonies solennelles et les fastes, la canzone instrumentale convie également les ensembles de violes à jouer les transcriptions alla francese.

### Canzone au clavier et canzone-variations
La canzone perd peu à peu son modèle absolu de la chanson française, avec Antonio Cavazzoni (Canzon sopa Falte d'argent, etc. 1543) qui dépasse le simple arrangement et avec Andrea Gabrieli à l'orgue (Canzona ariosa, 1596) et devient une composition autonome. Avec le déclin progressif du luth, au début du XVIIe siècle, les instruments à clavier prennent le relais avec Giovanni de Macque, Vincenzo Pellegrini et Giovanni Maria Trabaci (sept canzoni francese pour l'orgue dans le livre I, 1603 — dont la Canzone francesca cromatica). De Macque glisse déjà des sections libres en style de toccata alternant les styles d'écriture, formule reprise ensuite par Girolamo Frescobaldi, qui porte le genre à son apogée, avec les six du Secondo Libro di toccate... (1627) et les cinq des Fiori musicali (1635). 
Frescobaldi développe également la canzone pour plusieurs instruments, avec Il primo libro delle Canzoni personare ogni due, tre e quattro voci, accomodate per sonare ogni sorte de stromenti (1623), un recueil dévolu au contrepoint et à la structure, plus qu'à la virtuosité. En plus d'un recueil de 1608, comportant trois canzoni instrumentales (à quatre, cinq et huit instruments), ce recueil livre 27 canzoni (avec ajouts lors des éditions ultérieures). Chacune montre une extrême variété de structure, comportant de trois à dix sections. Le dernier couplet est souvent une reprise du premier plus orné.
L'autre modèle d'écriture, contrapuntique mais à la virtuosité du clavier, sert de modèle à Buxtehude et au jeune Bach — ainsi que le plus tardif Froberger, également maître dans l’art de la canzone, auquel le cantor vouait une grande admiration, selon le témoignage de Jakob Adlung).

Frescobaldi et ses contemporains valorisent les contrastes propres à la canzone et en font des pièces bigarrées comportant jusqu'à une dizaine de sections, voire davantage, chacune différant par son caractère. Par exemple, la troisième canzone du Secondo Libro di toccate... (1627), est une canzone-variations où chacune des cinq sections livre une mélodie au rythme souplement plastique, « sans jamais bouleverser la ligne mélodique ».
Cette évolution s'oppose totalement à la fluide canzone pratiquée à la Renaissance et devient une œuvre purement instrumentale. De plus le style de Frescobaldi se rapproche de la toccata, les figures de virtuosité passant d'une main à l'autre, ou plutôt d'une voix à l'autre. Les œuvres, « joyeuses, sont pleines de contrastes et de surprises », où le compositeur précise parfois sur la partition des indications de tempo et les effets d'écho.
Dans le recueil posthume de 1645 (dont la paternité est mise en doute) intitulé Canzoni alla francese, les onze pièces portent des noms : detta La Rovetta, La Bellorofonte, La Pesanti, Tarditi, La Querina, etc. qui contribue à les individualiser — peut-être en raison de l'éditeur Alessandro Vincenti, un disciple du compositeur. Dans cette écriture de pleine maturité, où l'écriture est plus ramassée que les recueils précédents, mais aussi plus équilibrée, il n'y a guère que le thème de la canzone qui soit relié à l'art vocal, le traitement étant proche de la virtuosité d'une toccata. Cette collection, comparée aux canzone du livre de Ricercari de 1615 (plus traditionnelles), faisait l'admiration de Norbert Dufourcq : 

« Il apparaît que leur auteur a réalisé d’immenses recherches dans le sens de la fugue moderne. Ces dernières canzone qui vivent de plusieurs épisodes contrapuntiques comme les premières et qui connaissait de continuels changements de rythme, offrent à notre admiration autant d'exposition de fugues ou d'épisodes qu'il y a de paragraphes dans l'œuvre : l'épisode central apparaît comme un divertissement sur le thème principal, acheminement vers la fugue classique, telle qu'en fixera les lois l'immortel J.-S. Bach. »

D'autres compositeurs en réalisent pour les groupes instruments auxquels peuvent se joindre les voix. Ces traitements dans la canzone instrumentale, évoquent qu'elle favorise la constitution de la fugue, avec les termes interchangeables de fantasia, sinfonia ou capriccio et surtout par son emprunt par les compositeurs Allemands qui ont séjourné en Italie (Kerll, Hassler et Forberger). Banchieri (1596, 1603, 1607, 1612), Merula (La Lusignuola à l'imitation du chant du rosignol), Marini (La Hacintina, La Marina, La Bemba), Cazzati, Neri, Giovanni Picchi (Canzoni da sonar con ogni sorte d'istromenti, 1625), Salvatore et Falconieri sont d'autres compositeurs qui exploitent la forme instrumentale.

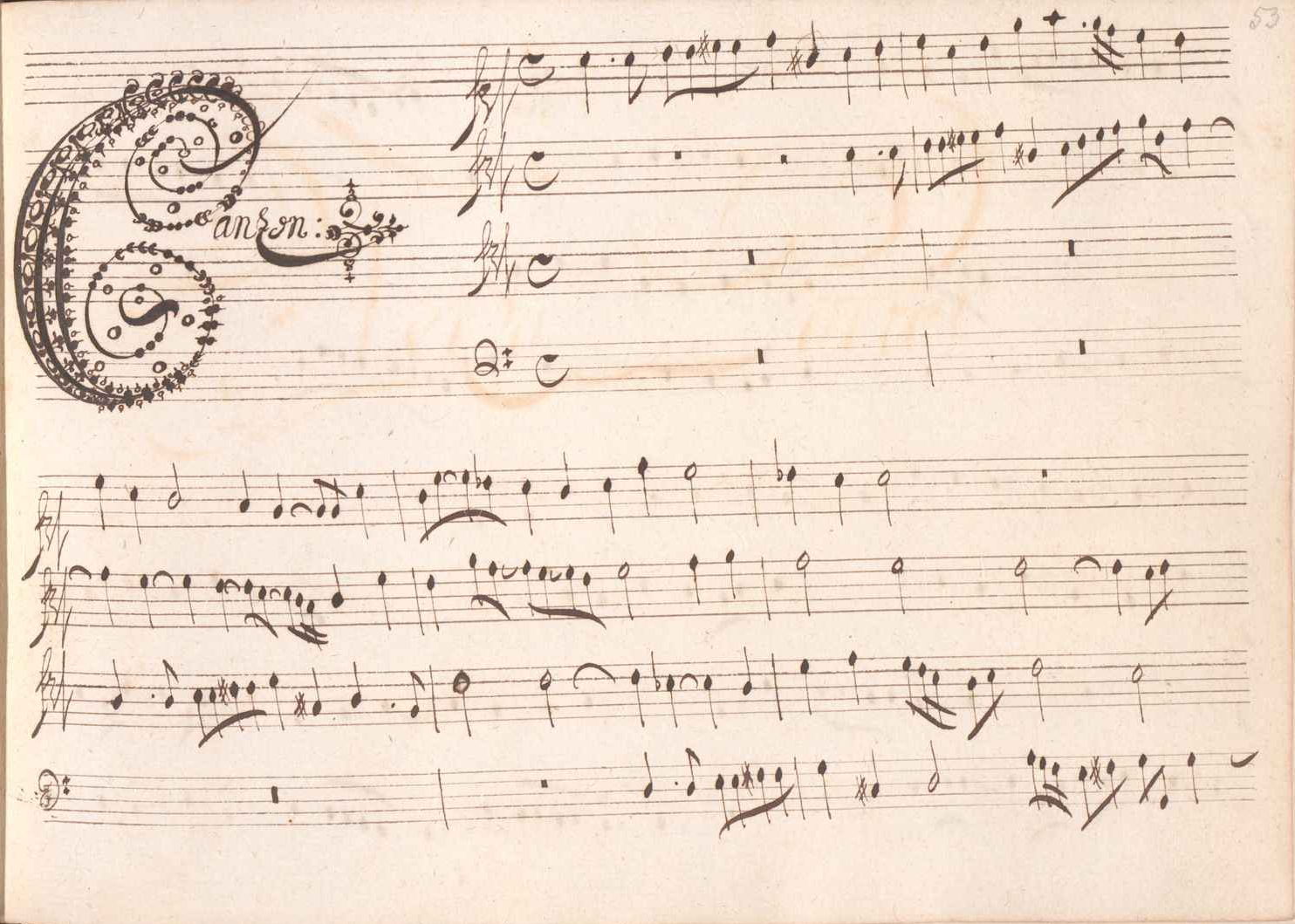
Page manuscrite autographe du Libro secondo di toccate, fantasie, canzone... (1649) de Froberger. Début de la canzone en ré mineur, FbWV 301 (manuscrit conservé à Vienne, Bibliothèque nationale autrichienne, Mus.Hs.18706).

Un type particulier de canzone promis à un grand succès a été la battaglia qui devient presque un genre à part entière, cultivé par les voix de Janequin et Andrea Gabrieli, inauguré au luth par da Milano (1536), puis au clavier (ou ensemble d'instruments) par William Byrd (1591), Sweelinck, Padovano (Aria di battaglia per sonare d'instrumenti a fiato), Banchieri, Guami (Canzon sopra la Battaglia a 4, 1601), Frescobaldi, Froberger, Kerll et Poglietti notamment, jusqu'à la Battalia de Biber en 1673.
La forme de la canzone décline en Italie après Frescobaldi. Son élève Johann Jakob Froberger excelle dans les canzonni. Chez lui, la canzone est proche du vieux ricercare et dans une organisation formelle très claire ; en outre, il ne fait pas de distinction formelle entre capriccio et canzone. Il réussit la synthèse entre la canzone-variations de son maître et la grande forme issue de Sweelinck. 
Les autres compositeurs à noter sont Antonio de Cabezón et sporadiquement Bernardo Pasquini, Francesco Cavalli, mais également Domenico Zipoli et Della Ciaja.

### Déclin
Abandonné par les Italiens, le genre de la canzone est encore pratiqué en Allemagne avec Muffat et Buxtehude (Canzone en ut majeur, BuxWV 166) à la fin du XVIIe siècle et dans sa forme instrumentale par Schein (Canzona Corollarium, 1615), Hammerschmidt, Rosenmüller et Weckmann, ce dernier conçoit ses canzone le plus souvent en forme de variations et de très nombreuses canzoni sont créés pour instruments à vent, perdurant jusqu'au XVIIIe siècle et l'abandon de l'écriture contrapuntique. 
Elle est encore brillamment illustrée par Bach dans la canzona en ré mineur BWV 588 (vers 1709), dont le matériel thématique est emprunté à Frescobaldi. Dans le premier mouvement du troisième concerto brandebourgeois, Bach garde les traces de la canzone et de son fameux dactyle. La canzone a influencé aussi nombre de fugues réunies dans Le Clavier bien tempéré (par exemple celle en ré majeur du second livre).

### Survivance du terme
Le mot canzona survit jusqu'à notre époque en perdant totalement le sens du genre polyphonique cultivé aux XVIe et XVIIe siècles par Gabrieli et Frescobaldi, mais revient au sens de « chanson », en indiquant le chant d'une pièce instrumentale — et plus rarement vocale — dans une composition simple et ressemblant à une chanson, notamment s'il s'agit d'un compositeur non italien : un exemple célèbre est l'aria Voi che sapete de Chérubin, dans les Noces de Figaro de Mozart.
L'expression In modo d'una canzone se trouve reprise dans des partitions modernes, comme la 3e des Quatre études op. 4 pour piano, composées en 1900-1902, et le 2e mouvement du Quatuor à cordes no 1, op. 37 de Karol Szymanowski, composé en 1917 : « La phrase mélodique de cette Canzona est l'une des plus inspirées du musicien, et magnifie quelques motifs constitutifs du Lento initial ». Dans son Quatuor à cordes no 1, op. 35 composé en 1891, Vincent d'Indy présentait le Scherzo « dans le sentiment d'un chant populaire ». Le 3e mouvement du Quatuor à cordes no 2, op. 35 de Hans Gál, composé en 1929, est une Canzone (Andante).
La première pièce inscrite au catalogue des œuvres de Ferruccio Busoni est une Canzone pour piano, composée en 1873, alors que le musicien n'avait que sept ans. La partie centrale de son Indianische Fantasie (« Fantaisie indienne »), op. 44 pour piano et orchestre (1913-1914) est une Canzone. L'italien Sandro Fuga (it) écrit deux recueils pour piano (1950–1951) intitulés Canzoni per la gioventù (« Chansons pour la jeunesse »).
Dans « l'une des œuvres les plus puissantes de Tchaïkovski », Francesca da Rimini (1877), le compositeur indique le mouvement lent comme Andantino in modo di canzona. D'autres compositeurs romantiques ou contemporains utilisent également le terme Canzone comme titre pour une œuvre ou parfois un mouvement : Sergueï Taneïev (Canzona pour clarinette et orchestre, 1883), Max Bruch (Canzone pour violoncelle et orchestre en fa mineur op. 55, 1891), Joseph Callaerts (vers 1890), Alexandre Guilmant (Canzone op. 40, vers 1900), Nikolaï Medtner (Deux canzonas et danses op. 43 pour violon et piano, 1924), Peter Mennin (1958), Dieter Nowka (Concerto pour piano no 1 « pour la main gauche », 1963 — le mouvement lent est nommé Canzona. Adagio), Samuel Barber (Canzone, second mouvement du Concerto pour piano, op. 38, 1962), Gottfrid Berg (1966), François-Bernard Mâche (Canzone I à V, opus 2, 9, 15, 16 et 19, composées de 1957 à 1969), Carl Vine (1986), Salvatore Sciarrino (Canzona di ringraziamento pour flûte, 1985), Wolfgang Rihm (Canzona pour 4 violons, 1982 ; Canzona per sonare, « Über die Linie » V, 2002 ; Canzona nuova, 2007…), Herbert Callhoff (1972 et 2009).

## Discographie

### Canzoni vocales
- La Dolce Vita - Musique de la Renaissance à Naples - The King's Singers & Tragicomedia (22-26 septembre 1990, Emi 7 544191 2) (OCLC 26886639)
- Canzoni villanesche : chansons d'amour napolitaines du XVIe siècle - María Cristina Kiehr ; Ensemble Daedalus, dir. Roberto Festa (1994, 2003 et 2005, 2CD Accent ACC 24268) (OCLC 812505642)
- Alla Napoletana, Villanesche & Mascherate - Ensemble Suonare e Cantare : Jean Gaillard, Françoise Enock, Francisco Orozco (décembre 2004, Alpha 524) (OCLC 742802948)
- Lassus, Villanelle, moresche e altre canzoni [1581] - Concerto Italiano, dir. Rinaldo Alessandrini (septembre 1994, Opus 111 OPS-3094) (OCLC 123028131)
- Frescobaldi, Arie Musicali - Montserrat Figueras, soprano ; Michael Schopper, basse ; Nigel Rogers, ténor ; René Jacobs, haute-contre ; Johann Sonnleiter, clavecin, orgue ; Hopkinson Smith, théorbe, luth, guitare ; Kätu Göhl, violoncelle (2-5 décembre 1983, DHM GD 77244)[59] (OCLC 659355683)
- Frescobaldi, Arie et canzone - Nancy Mayer, mezzo-soprano ; Ensemble Braccio (4-7 septembre 2006, SACD Aliud Records AL 024) (OCLC 426551090)

### Canzoni instrumentales
- G. Gabrieli et Guami, Canzoni da sonar - Hespèrion XX, dir. Jordi Savall (1976, EMI « Reflex »/Virgin Music in Europe, 1550-1650) (OCLC 56187962 et 937742021)
- G. Gabrieli, Canzoni - Liuwe Tamminga, orgue de la Basilique San Petronio de Bologne ; Bruce Dickey et Doron Sherwin, cornetti (7-9 janvier 2012, Passacaille 994)[60]
- G. Gabrieli, Symphoniae Sacræ [1597] - Les Sacqueboutiers, Ensemble de cuivres anciens de Toulouse (mars 2014, SACD Flora 3314) (OCLC 946644906)
- Picchi, Canzon ottava, quarta, quinta, settima et prima [1624] - Ensemble Les Enemis confus : Marcel Ketels, Patrick Laureys, flûtes à bec ; Philippe Malfeyt, luth ; Guy Penson, orgue et clavecin (1994, Vanguard Classics 99706 / Passacaille 906)[61] (OCLC 501862067) — dans Musique vénitienne du XVIIe siècle, avec d'autres sonates de Biagio Marini et Francesco Turini
- Frescobaldi, Canzoni [1628, 1635] - Les Basses Réunies, dir. Bruno Cocset (septembre 2003, Alpha 053)[62] (OCLC 956272288)

### Clavecin et orgue
Difficile de trouver un récital monographique consacré à la canzone pour le clavier.
- Il cembalo intorno a Gesualdo - Paola Erdas, clavecin N. De Quoco 1699 (26-28 octobre 2000, Stradivarius) (OCLC 965385009) — Contient outre deux œuvres de Gesualdo, quatre canzone de compositeurs peu connus : Rinaldo, Ippolito et Francesco Fillimarino.
- Gabrieli, L'Œuvre intégrale pour clavier, dont 12 canzone - Roberto Loreggian, clavecin et orgue (6CD Brilliant Classics 94432)[63]
- de Macque et Salvatore, Pièces de clavecin - Michèle Dévérité, clavecin (27-29 juin 1999 - Arion ARN 68476)[64] (OCLC 48117030) — Cinq canzone : deux du premier et trois du second sur la période 1580 à 1680.
- Frescobaldi, Canzone vol. 1 - Ensemble ConSerto Musico, Robert Loreggian, orgue (25-28 février/novembre 2007, 2CD Brilliant Classics) (OCLC 255914340)
- Froberger, L'Œuvre intégrale pour clavier, vol. 1 : Libro secondo 1649, dont les 6 canzone - Richard Egarr, clavecin et orgue (1994, 2CD Globe)
- Weckmann, L'Œuvre pour clavecin, dont cinq canzone - Noëlle Spieth, clavecin (18-21 novembre 1991, Solstice SOCD 790)[65] (OCLC 605054281)